# Lithurgus illudens
Lithurgus illudens là một loài Hymenoptera trong họ Megachilidae. Loài này được Saussure mô tả khoa học năm 1890.